# Nava (kommun)
Nava är en kommun i Mexiko.   Den ligger i delstaten Coahuila, i den norra delen av landet, 1 000 km norr om huvudstaden Mexico City. Antalet invånare är 25 000. Arean är 805 kvadratkilometer.
Terrängen i Nava är platt.
Följande samhällen finns i Nava:
- Nava
- Colonia Venustiano Carranza
- Estación Río Escondido